# 格里戈里·阿鲁秋尼扬
格里戈里·阿尔特米耶维奇·阿鲁秋尼扬，（1900年10月25日（格里历：11月7日）—1957年11月9日），亚美尼亚族，苏联党和国家领导人。曾任格鲁吉亚共产党（布）第比利斯市委第一书记，亚美尼亚共产党中央第一书记，亚共（布）埃里温市委第一书记等职务。

## 生平
- 1900年10月25日（格里历：11月7日）出生于沙俄第比利斯省泰拉维的一个小商人家庭。中学期间接触社会主义思想并组织马克思主义团体。1919年加入俄共（布）。1920年曾因参加革命工作被捕，后经校方疏通获释。
- 1921年，格鲁吉亚共产党（布）泰拉维区委宣传部长。
- 1921年-1922年，格共（布）泰拉维区委书记。
- 1922年-1924年9月，莫斯科马克思国民经济研究院学习。
- 1924年9月-11月，格共（布）第比利斯州Zemo-Avchaly村发电厂党委书记。
- 1924年11月-1925年4月，格共（布）第比利斯州Zemo-Avchaly村党委书记。
- 1925年5月-1927年12月，格共（布）泰拉维区委书记。
- 1928年1月-1930年1月，格共（布）中央委员会农村工作部部长。
- 1930年1月-5月，格鲁吉亚集体农庄管理部门负责人。
- 1930年5月-1931年10月，格共（布）中央监察委员会副主席，格鲁吉亚苏维埃社会主义共和国工农监察副人民委员。
- 1931年11月-1934年1月，格共（布）中央委员会组织部部长。
- 1934年1月-1937年9月，格共（布）第比利斯市委第一书记。
- 1937年9月-1938年6月，亚美尼亚共产党（布）代理中央第一书记。
- 1938年6月-1953年11月，亚共（布）中央第一书记，兼任埃里温市委第一书记。期间，1941年-1945年，外高加索前线军事委员会委员。
- 1954年1月-1955年，亚美尼亚苏维埃社会主义共和国瓦加尔沙帕特市加里宁国营农场主任。
- 1955年-1957年，在第比利斯闲居。
- 1957年11月9日于第比利斯逝世，终年57岁。葬于第比利斯瓦克公墓。

阿鲁秋尼扬是联共（布）18大，苏共19大代表。第18届中央候补委员，第19届中央委员。第1—3届苏联最高苏维埃联盟院代表，第1—3届亚美尼亚苏维埃社会主义共和国最高苏维埃代表。

## 主政亚美尼亚
阿鲁秋尼扬是在大清洗达到顶峰的时刻来到亚美尼亚任职的。他虽然作为主管大清洗的三人法庭成员，但他设法保护了许多亚美尼亚的知识分子，使他们幸免于难。其中包括画家马尔季罗斯·萨良，作家阿威梯克·伊萨克扬等人。1949年5月，苏联国家安全部决定将亚美尼亚“不可靠”的居民驱逐到阿尔泰边疆区。国家安全部负责人24小时内抵达埃里温，对居民进行核查。阿鲁秋尼扬一直在火车站守候，并尽可能地解救那些曾获得国家荣誉的人。斯大林死后，这种非法的人口迁移终止，阿鲁秋尼扬在1953年6月颁布了一项关于遣返被驱逐者的法令。这些亚美尼亚人得以回归故乡。
阿鲁秋尼扬主政亚美尼亚初期，他力推亚美尼亚民族英雄萨松的大卫形象的复兴并举行了大卫史诗诞生1000周年的庆祝活动。大卫史诗被翻译成多种语言出版，大卫骑马像也树立在埃里温火车站前的广场上。他邀请了许多在莫斯科的文化界人士参与亚美尼亚的庆祝活动。1939年，阿鲁秋尼扬开始筹备2年后在莫斯科举办的亚美尼亚苏维埃社会主义共和国建国20周年庆祝活动。著名导演鲁本·尼古拉耶维奇·西蒙诺夫、指挥家亚历山大·梅利克-帕沙耶夫、音乐家阿拉姆·哈恰图良等众多苏联文艺界名流受邀指导。庆典最终大获成功，亚美尼亚成为了苏联人心目中的文艺之都。
阿鲁秋尼扬积极推动亚美尼亚的重工业和基础设施建设。机械厂、无线电电子厂、机床厂、电器和电灯厂等工业设施陆续建成投产。亚美尼亚的重化工、有色冶金、电解铝，卡贾兰钼厂在全苏具有重要地位。阿尔格尔斯卡亚水电站，埃里温第一水电站等电力基础设施完工。
阿鲁秋尼扬主政期间，埃里温的市政建设发生了重大改变，传统亚美尼亚民族风格建筑拔地而起。巴格拉米扬大街、文化人公寓、科学院、列宁广场、大型市场、亚共中央委员会大楼、基辅胜利大桥等重点项目纷纷建成。埃里温周围的山地都种满了树木，以防止沙尘侵扰。埃里温动物园和植物园建成开放。人行道上出现了引自山泉的饮水机。杰尔穆克的疗养院也在他的任期内完工开放。
在阿鲁秋尼扬领导下，亚美尼亚科学院建立了天文台，天体物理研究院，数学研究院等科研机构。吸引了东方学家约瑟夫·奥尔贝利、核物理学家，苏联原子弹之父阿布拉姆·阿利汗扬、天体物理学家维克托·安巴楚米扬、历史学家阿列克谢·卡尔波维奇·吉维列戈夫等苏联著名学者来此工作。
在卸任第一书记后，阿鲁秋尼扬来到了一家国营农场工作。他在两年内就将将农场业绩推到了最前沿。

## 荣誉
- 四次列宁勋章（1936,1944,1945,1950）
- 一级卫国战争勋章（1945）
- 两次劳动红旗勋章（1940）